# Front homosexuel d'action révolutionnaire
Front homosexuel d'action révolutionnaire, zkráceně FHAR (tj. doslovně Homosexuální fronta revoluční akce) bylo hnutí založené v roce 1971 v Paříži, které se snažilo prosazovat LGBT práva ve Francii. Hnutí vzešlo ze studentských nepokojů v květnu 1968.

## Historie
Původně se jednalo o skupinu feministek a leseb, které se neformálně sdružovaly kolem měsíčníku Arcadie a které považovaly studentské hnutí z roku 1968 za málo radikální v otázkách práv žen a homosexuálů. K nim se v únoru 1971 připojili i gayové. Skupina pořádala setkání na Vysoké škole výtvarných umění v Paříži.
První veřejnou aktivitou bylo dne 5. března 1971 přerušení shromáždění proti právu na potrat. Dne 10. března skupina přerušila rozhlasovou debatu na téma homosexuality na Radiu Luxembourg. V dubnu 1971 uveřejnila své prohlášení v časopise Tout!.
FHAR odsuzovala léčbu homosexuality, takže v roce 1971 narušovala průběh mezinárodního sexuologického kongresu v San Remu. 
Zvyšující se počet členů, především rostoucí početní převaha mužů znamenaly i rozdílné cíle v rámci hnutí. Ženy vytvořily skupinu Gouines rouges (Rudé lesby), které bojovaly tvrději proti sexismu a „falokracii“. Vzniklo též několik Groupe de libération homosexuelle (Skupina homosexuálního osvobození).
V únoru 1974 bylo frontě zakázáno pořádat svá setkání ve škole výtvarných umění a FHAR pozvolna upustila od svých radikálních akcí. Po jejím zániku převzala aktivitu jiná sdružení.
Na radikalismus hnutí navázaly až v 90. letech skupiny jako Act Up-Paris, které prováděly kontroverzní a spektakulární akce po vzoru obdobných organizací ve Spojených státech.